# Giro d’Italia 2001
Der 84. Giro d’Italia fand vom 19. Mai bis zum 10. Juni 2001 in insgesamt 21 Etappen und einem Prolog statt. Er wurde vom Trentiner Gilberto Simoni gewonnen, der das Rosa Trikot nach der 13. Etappe von Dario Frigo übernahm. Frigo übernahm auf der 4. Etappe die Gesamtführung vom Prologsieger Rik Verbrugghe.

## Verlauf
| Etappe | von                      | nach                             | km       | Gewinner                   |
| ------ | ------------------------ | -------------------------------- | -------- | -------------------------- |
| Prolog | Montesilvano Marina (PE) | Pescara (PE)                     | 7 (EZF)  | Rik Verbrugghe             |
| 1      | Giulianova (TE)          | Francavilla al Mare (CH)         | 205      | Ellis Rastelli             |
| 2      | Fossacesia (CH)          | Lucera (FG)                      | 163      | Danilo Hondo               |
| 3      | Lucera (FG)              | Potenza (PZ)                     | 149      | Danilo Hondo -2-           |
| 4      | Potenza (PZ)             | Montevergine di Mercogliano (AV) | 169      | Danilo Di Luca             |
| 5      | Avellino (AV)            | Nettuno (RM)                     | 229      | Ivan Quaranta              |
| 6      | Nettuno (RM)             | Rieti (RI)                       | 152      | Mario Cipollini            |
| 7      | Rieti (RI)               | Montevarchi (AR)                 | 239      | Stefano Zanini             |
| 8      | Montecatini Terme (PT)   | Reggio nell’Emilia (RE)          | 185      | Pietro Caucchioli          |
| 9      | Reggio nell’Emilia (RE)  | Rovigo (RO)                      | 140      | Mario Cipollini -2-        |
| 10     | Lido di Jesolo (VE)      | Ljubljana (Slowenien)            | 212      | Denis Zanette              |
| 11     | Bled (Slowenien)         | Görz (GO)                        | 187      | Pablo Lastras Garcia       |
| 12     | Gradisca d’Isonzo (GO)   | Montebelluna (TV)                | 139      | Matteo Tosatto             |
| 13     | Montebelluna (TV)        | Passo Pordoi (BL-TN)             | 225      | Julio Alberto Pérez Cuapio |
| 14     | Cavalese (TN)            | Arco (TN)                        | 166      | Carlos Contreras Caño      |
| 15     | Sirmione (BS)            | Salò (BS)                        | 55 (EZF) | Dario Frigo                |
| 16     | Erbusco (BS)             | Parma (PR)                       | 142      | Ivan Quaranta -2-          |
| 17     | Sanremo (IM)             | Sanremo (IM)                     | 123      | Pietro Caucchioli -2-      |
| 18     | Imperia (IM)             | Sant’Anna di Vinadio (CN)        | 230      | nicht ausgetragen          |
| 19     | Alba (CN)                | Busto Arsizio (VA)               | 163      | Mario Cipollini -3-        |
| 20     | Busto Arsizio (VA)       | Arona (NO)                       | 181      | Gilberto Simoni            |
| 21     | Arona (NO)               | Milano (MI)                      | 125      | Mario Cipollini -4-        |

## Doping
Unter dem Kommando des Staatsanwalts von Florenz, Luigi Bocciolini, hatten rund 200 Carabinieri die 12 Quartiere der 20 Teams des Giro d’Italia in der Nacht des 6. Juni 2001 in Sanremo auf der Suche nach Dopingmitteln umstellt und durchsucht.
In der Nacht nach der 17. Etappe wurden auch die Mannschaftsfahrzeuge kontrolliert und laut dem ermittelnden Staatsanwalt Antonio Guttadauro mehr als 200 Medikamente beschlagnahmt.
Es war dies die größte Anti-Doping-Aktion seit dem Festina-Skandal bei der Tour de France 1998, und die Untersuchungen führten zu 51 Anklagen.
Die 18. Etappe am Folgetag der Razzia wurde auf Grund von Protesten der Fahrer nicht ausgetragen.

## Endstand

### Gesamtwertung
| Rang | Name                  | Nationalität | Zeit      |
| ---- | --------------------- | ------------ | --------- |
| 1    | Gilberto Simoni       | Italien      | 89h02'58" |
| 2    | Abraham Olano         | Spanien      | 7'31"     |
| 3    | Unai Osa              | Spanien      | 8'37"     |
| 4    | Serhiy Honchar        | Ukraine      | 9'25"     |
| 5    | José Azevedo          | Portugal     | 9'44"     |
| 6    | Andrea Noè            | Italien      | 10'50"    |
| 7    | Ivan Gotti            | Italien      | 10'54"    |
| 8    | Carlos Contreras Caño | Kolumbien    | 11'44"    |
| 9    | Pietro Caucchioli     | Italien      | 13'34"    |
| 10   | Giuliano Figueras     | Italien      | 14'08"    |
| 23   | Hannes Hempel         | Österreich   |           |

### Andere Wertungen
- Intergiro: Massimo Strazzer  Italien
- Punkte: Massimo Strazzer  Italien
- Berg: Fredy González  Kolumbien